# Santa Teresita
Santa Teresita – miasto w Argentynie, położone we wschodniej części prowincji Buenos Aires nad Atlantykiem.

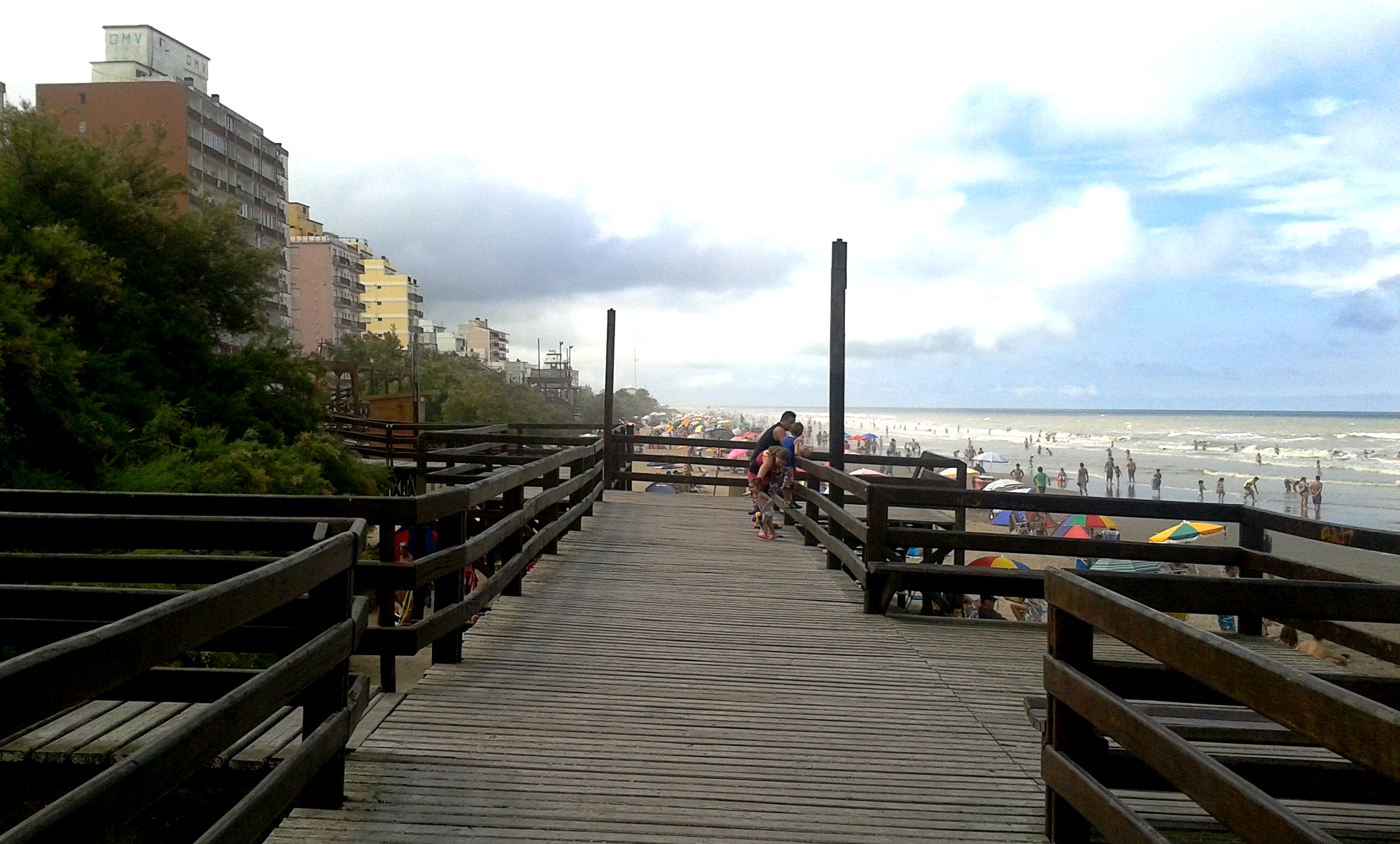
Molo i plaża w Santa Teresita

## Opis
Miejscowość została założona 3 marca 1946 roku. W odległości 344 km od miasta, znajduje się aglomeracja i stolica kraju Buenos Aires. Przez miasto przebiega droga krajowa RP11. Obecnie Santa Teresita jest nad oceanicznym ośrodkiem turystycznym.

## Atrakcje turystyczne
- Poseidón Parque Acuático[1] - Park wodny,
- Thematic Museum Malvinas[2] - Muzeum tematyczne,

## Demografia
.